# 노아주다
노아주다(1995년 11월 4일 ~)는 대한민국의 가수다. 2019년 싱글 《놓아주다》로 데뷔했다.

## 학력
- 동국대학교사범대학부속고등학교

## 방송
- 쇼미더머니 5 (2016)
- 쇼미더머니 9 (2020) - Top36(25위)